# Oum El Djalil
Oum El Djalil è un comune dell'Algeria, situato nella provincia di Médéa.